# Club Olympique des Transports
Club Olympique des Transports (Arabisch: النادي الأولمبي للنقل) is een Tunesische voetbalclub uit de hoofdstad Tunis. De club is opgericht op 29 juni 1966 en won in haar historie slechts eenmaal de Beker. Na 27 seizoenen te hebben gespeeld op het hoogste niveau, degradeerde de club in de beginjaren van de 21e eeuw door tot aan de vierde divisie.
Tegenwoordig leeft de club vooral in de schaduw van de drie grotere stadsgenoten Club Africain, Espérance Tunis en Stade Tunisien. Intussen is Inter El Tunsi bezig de weg naar boven te hervinden door te promoveren naar de derde divisie en in 2008 landelijk furore te maken door zich te plaatsen voor de kwartfinales van de nationale beker.

## Erelijst
- Championnat National Tunisien (0x)
  - Vice-kampioen: 19881
- Beker van Tunesië (1x)
  - Winnaar: 1988

1 Kampioenschap verloren op basis van lagere doelpuntensaldo. Zie: RSSSF Table.

## In Afrika
In de clubhistorie speelde de club 2 internationale wedstrijden op Afrikaans niveau.
| Seizoen | Competitie                  | Ronde | Land          | Club         | Score    |
| ------- | --------------------------- | ----- | ------------- | ------------ | -------- |
| 1988/89 | CAF Beker der Bekerwinnaars | 1R    | Vlag van Mali | Stade Malien | 0-3, 0-0 |

## Bekende (oud-)spelers
| - Belhassen Belhadj - Ali Guizani - Mohieddine Habita |  | - Faouzi Henchiri - Ali Kaabi - Mohsen Yahmadi |